# Canottieri Leonida Bissolati 2010-2011

## Rosa
| N. |                   | Ruolo      | Calciatore          |
| -- | ----------------- | ---------- | ------------------- |
| 13 | Italia (bandiera) | Centro Boa | Bosetti Matteo      |
| 13 | Italia (bandiera) | Esterno    | Canova Jonathan     |
| 1  | Italia (bandiera) | Portiere   | Damiani Alessio     |
| 5  | Italia (bandiera) | Mancino    | Duca Simone         |
| x  | Italia (bandiera) | Marcatore  | Fedeli Diego        |
| 11 | Italia (bandiera) | Attaccante | Felissari Omar      |
| 2  | Italia (bandiera) | Mancino    | Formis Massimiliano |
|    | Italia (bandiera) | Esterno    | Fornasari Simone    |
| 6  | Italia (bandiera) | Centro Boa | Fugazza Marco       |
| 13 | Italia (bandiera) | Centro Boa | Gargiulo Federico   |
| 12 | Italia (bandiera) | Centro Boa | Giusti Lorenzo      |
|    | Italia (bandiera) | Esterno    | Matei George        |
| 1  | Italia (bandiera) | Portiere   | Mazzolari Matteo    |
| 10 | Italia (bandiera) | Esterno    | Napoleone Loris     |
| 8  | Italia (bandiera) | Regista    | Piazzi Gianluca     |
| 9  | Italia (bandiera) | Attaccante | Pitturelli Leandro  |
|    | Italia (bandiera) | Mancino    | Riccardi Matteo     |
|    | Italia (bandiera) | Esterno    | Rodini Victor       |
| 3  | Italia (bandiera) | Esterno    | Signorini Luca      |
| 4  | Italia (bandiera) | Mancino    | Visconti Marco      |
| 7  | Italia (bandiera) | Marcatore  | Zoppi Carlo         |

Allenatore: Nicola Del Monaco